# Džahangirjeva grobnica
Džahangirjeva grobnica (pandžabsko جہانگیر دا مقبرہ‎, latinizirano: Ja(h)āngīr dā Maqbarā; urdujsko مقبرۂ جہانگیر‎, latinizirano: Maqbarā-è-Jahāngīr) je mavzolej iz 17. stoletja zgrajen za mogulskega cesarja Džahangirja. Mavzolej je iz leta 1637 in je v Šahdara Bagh blizu mesta Lahore, ob bregovih reke Ravi, v Pandžabu, Pakistan. Mesto je znano po svoji notranjosti, ki je bogato okrašena s freskami in marmorjem in zunanjosti, ki je bogato okrašena s pietra dura. Grobnica je skupaj s sosednjo Akbari Saraj in grobnico Asifa Kana del ansambla, ki je trenutno na poskusnem seznamu Unescove svetovne dediščine.

## Lokacija
Grobnica je v Šahdara Baghu, severozahodno od obzidanega mesta Lahore. Grobnica stoji čez reko Ravi iz Lahoreja, na nekdanjem podeželskem območju, znanem po številnih vrtovih za zabavo. Grobnica stoji v Džahangirjevem vrtu užitkov, vrtu Dilkuša, ki je bil postavljen leta 1557. Grobnica Asifa Kana, zgrajena leta 1645, in Akbari Saraj, zgrajena leta 1637, sta tik zahodno od kompleksa Džahangirjeve grobnice, vse tri pa tvorijo ansambel, usmerjen na os vzhod-zahod. Zadnji od spomenikov Šahdara Bagh, grobnica Džahangirjeve žene Nur Džahan, je nekoliko jugozahodno od grobnice Asifa Kana.

## Ozadje
Grobnica je bila zgrajena za cesarja Džahangirja, ki je vladal Mogulskemu cesarstvu od leta 1605 do 1627 n. št.. Cesar je umrl v vznožju Kašmirja blizu mesta Radžauri 28. oktobra 1627. Pogrebni sprevod je njegovo truplo prenesel iz Kašmirja in prispel v Lahore v petek, 12. novembra 1627. Vrt Dilkuša, v katerem je bil pokopan, je bil džahangirjevo 'najljubše mesto', ko je živel v Lahoreju. Njegov sin, novi mogulski cesar Šah Džahan, je ukazal zgraditi »mavzolej, ki se spodobi za cesarja« v očetovo čast, da bi pokopal njegove posmrtne ostanke.

## Zgodovina
Sodobni zgodovinarji pripisujejo gradnjo grobnice Džahangirjevemu sinu Šah Džahanu. Gradnja se je začela leta 1627 in je trajala deset let za dokončanje in je stala 10 lakh Rs.
Po sikhskih dvornih zapisih so leta 1814 na grobnici opravili popravila. Kompleks grobnic pa je bil oskrunjen tudi pod vladavino Sikhov, ko jih je oropala vojska Randžita Singha za gradbeni material, uporabljen za dekoracijo Zlatega templja v Amritsarju. Oropana zemljišča so bila nato spremenjena v zasebno rezidenco za častnika v vojski Randžita Singha, Señor Omsa, ki je bil znan tudi kot Musa Sahib. Randžit Singh je še enkrat oskrunil mavzolej, ko je ukazal, da se Musa Sahib pokoplje na zemljišču grobnice, potem ko je umrl zaradi kolere leta 1828. Do leta 1880 so začele krožiti govorice, ki so trdile, da je bila grobnica nekoč na vrhu s kupolo ali drugim nadstropjem, ki ga je ukradla vojska Randžita Singha, čeprav ni bilo najdenih nobenih dokazov, ki bi nakazovali, da je kupola ali drugo nadstropje kdaj obstajalo.
Skupina spomenikov Šahdara je še dodatno trpela pod britansko vladavino, ko je bila zgrajena železniška proga med grobnicama Asifa Kana in Nur Džahan. Območje so nato med letoma 1889 in 1890 popravili Britanci.
Poplave iz bližnje reke Ravi so ogrozile ali poškodovale lokacijo v letih 1867, 1947, 1950, 1954, 1955, 1957, 1958, 1959, 1962, 1966, 1973, 1976, 1988 in 2010. Mesto je utrpelo škodo zaradi vode med poplavami leta 1988, ki so pokrile velik del mesta v 30 cm vode 5 dni.

## Arhitektura
Grobnica je bila zgrajena v mogulskem slogu na katerega je vplivala safavidska arhitektura iz Perzije. Mavzolej je zasnovan kot takhtgah - ali mavzolej, zgrajen na podiju, ki služi kot takht ali 'prestol'. Razen tega, da na podiju ni nobenega takhtgaha se zdi, da ni bil nikoli zgrajen.
Podobno kot pri Akbarjevi grobnici tudi pri Džahangirjevi grobnici manjka osrednja kupola, saj naj bi cesar izrecno prepovedal gradnjo kupole nad njegovo grobnico. Uporaba kupol v mogulski pogrebni arhitekturi je bila prvič uporabljena pri Humajunovi grobnici, ponovno pa jo je uvedel Šah Džahan.

### Zunanjost
V skladu s sunitsko versko tradicijo se je Džahangirjev praded Babur odločil, da bo pokopan v grobnici, odprti v nebo, v Baburjevih vrtovih. Džahangirjev grob je s streho prekinil to tradicijo. Da bi sklenil kompromis s sunitsko tradicijo, je Džahangir izrecno prepovedal gradnjo kupole nad svojo grobnico, zato je streha preprosta in brez arhitekturnih okraskov, ki so bili pozneje vidno prikazani v Tadž Mahalu.
Mavzolej kvadratne oblike je 7 m visok enonadstropni podstavek z arkadami, ki obdajajo vse štiri strani savbe. Obokani zalivi vzdolž oboda grobnice odražajo timuridske arhitekturne sloge iz Srednje Azije. Fasada mavzoleja iz rdečega peščenjaka je okrašena z motivi, kovanimi iz belega marmorja.
Iz stavbe se dvigajo štirje osmerokotni okrasni minareti, ki štrlijo iz vsakega vogala stavbe, okrašeni z geometrijsko intarziranim kamnom. Uporaba minaretov, ki jih v zgodnjih mogulskih naročilih ni bilo, odraža obnovljeno zanimanje za timuridsko arhitekturo iz Srednje Azije med vladavino Džahangirja. Minareti so razdeljeni na tri dele, z grobnico, ki tvori osnovo, na kateri sloni telo minareta, imenovano s kupolami iz belega marmorja. Minareti se dvigajo do višine 30 m.

### Notranjost
Stavba mavzoleja je razdeljena na vrsto obokanih predelkov, ki so bogato okrašeni z mogulskimi freskami. Izrezljani džali zasloni prepuščajo svetlobo v različnih vzorcih, obrnjenih proti Meki.

### Kenotaf
V središču mavzoleja je osmerokotna komora, obložena z izrezljanim marmorjem, v kateri počivajo ostanki mogulskega cesarja v kripti pod kenotafom. Notranjost grobnice ima kenotaf iz belega marmorja z intarzijami pietra dura v rastlinskih vzorcih, kot tudi 99 Alahovih imen, ki so pogosta tema v islamskem misticizmu.

### Vrtovi
Vrtovi, ki obdajajo grobnico, so ogromni in so v perzijskem Čarbagh ali rajski vrt. Vrt je ločen na štiri kvadrate s tlakovanimi sprehajalnimi potmi (khijabans) in dvema razpolovljenima osrednjima vodnima kanaloma, ki sta zasnovana tako, da odražata štiri reke, ki tečejo v džannatu, islamskem konceptu raja. Vsak od štirih kvadratov je nadalje razdeljen na manjše kvadrate s potmi, kar skupaj tvori 16 kvadratov. Vrt tvori štirikotnik, ki na vsaki strani meri približno 500 metrov.

## Postavitev
Mavzolej je postavljen v velik štirikotnik z vrati, obrnjenimi proti vsaki od kardinalnih smeri. Vstop v štirikotnik je preko zahodnega roba skozi Akbari Saraj – vrata z majhno mošejo. Takoj zahodno od Akbari Saraj je grobnica Asifa Kana – Džahangirjevega svaka. Grobnica je bila zgrajena v mogulskem slogu, na katerega je vplivala safavidska arhitektura iz Perzije. Nur Džahan, ki je bila perzijskega porekla, je morda uvedla ta slog na mogulskem dvoru.

## Ohranjanje
Najdišče je zaščiteno z Zveznim zakonom o starinah iz leta 1975, čeprav so določbe zakona pogosto zanemarjene, kar povzroči škodo na najdišču in okolici. Zakon prepoveduje gradnjo znotraj 60 m od mesta, čeprav so bile zgrajene zasebne hiše, ki so le nekaj metrov od mejnih zidov. Mesto je bilo leta 1993 vpisano na poskusni seznam Unescove svetovne dediščine.

## Numizmatika in filatelija
Grobnica je bila do leta 2005 prikazana na bankovcu za 1000 rupij. Pakistan je leta 1954 izdal poštno znamko v spomin na mavzolej cesarja Džahangirja.

## Galerija
- Cesarjev kenotaf se nahaja v svečani notranji sobi
- Grobnica je obdana z rajskim vrtom v perzijskem slogu
- Džahangirjev kenotaf je bogato okrašen z zapletenimi vložki
- Vstop v mavzolej je skozi Akbari saraj
- Pogled na zunanje okrasje in arhitekturne značilnosti mavzoleja
- Tudi streha mavzoleja je okrašena z mozaikom
- Pogled od blizu na zapleteno intarziran marmor na Jehangirjevem kenotafu
- Cesarjev kenotaf se nahaja v središču mavzoleja
- Na zunanjem obodu kompleksa so velika vhodna vrata, znana kot Bara Darvaza, ki vodijo do Akbari Saraj
- Podstavki minaretov imajo fine detajle pietra dura
- Osvetljeni grob njegovega veličanstva, azil pomilostitve: cesar Nur-ud-din Mohamed Džahangir, 1037 AH
- Stene, ki obdajajo grobnico
- Pietra dura detajl
- Minareti na grobnici so pokriti s kupolami iz belega marmorja
- Fasada Jahangirjeve grobnice leta 1880
- Bližnji posnetek detajla pietra dura
- Freska v preddverju grobne komore
- Freska v preddverju grobne komore
- Kaši vložek iz glaziranih ploščic na verandi mavzoleja